# Xi und He

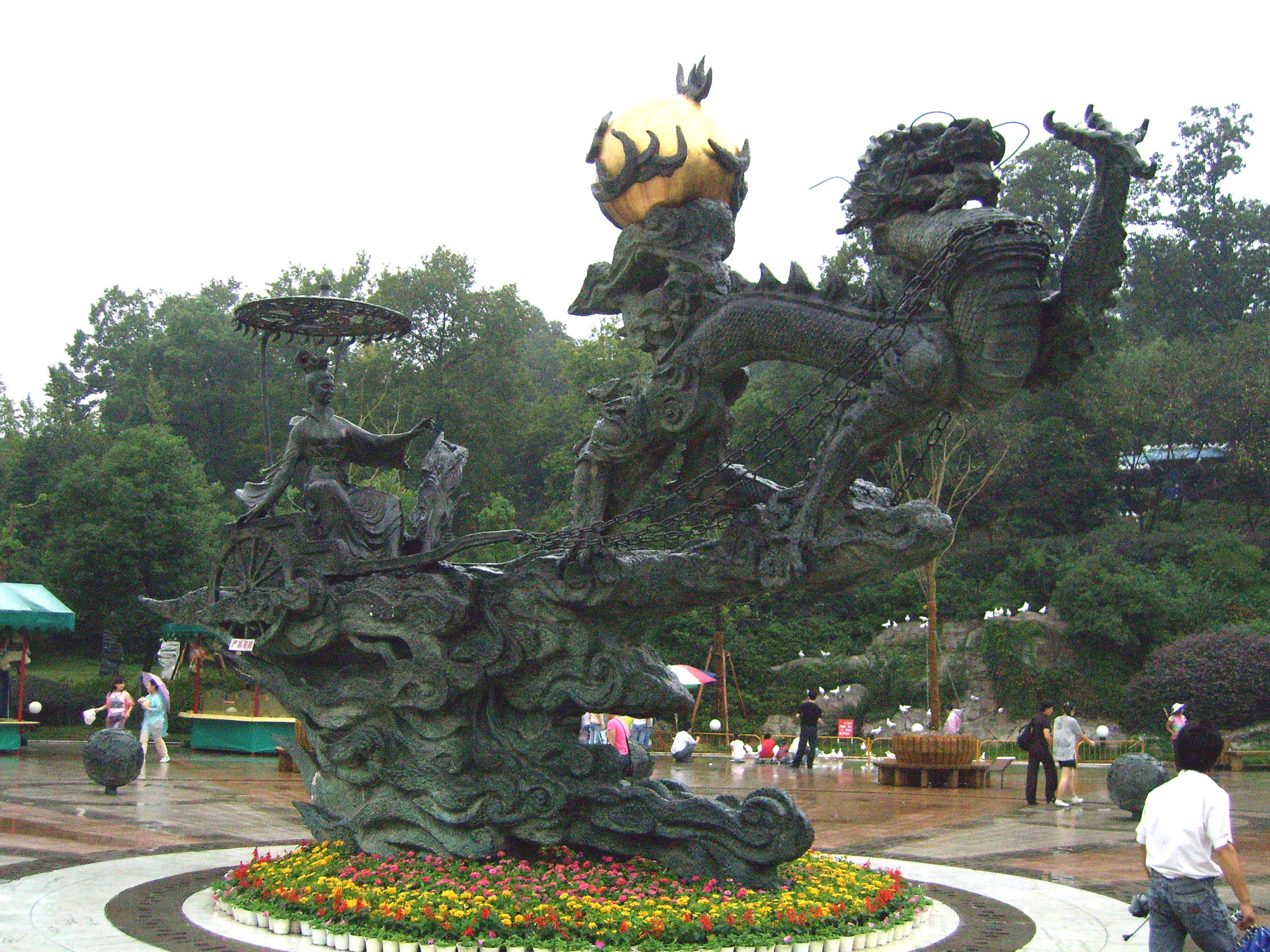
Xihe auf ihrem Wagen mit goldener Sonne in einem Park in Hangzhou

Xī und Hé, (chinesisch 羲和, W.-G. Hsi und Ho) waren zwei legendäre Hofastronomen im China der Xia-Dynastie.
Wie im Kapitel Xia Shu der Chronik Shujing überliefert wird, wirkten sie als beamtete Verantwortliche für Astronomie und Meteorologie. Als eine Sonnenfinsternis eintrat, die sie nicht vorausberechnet hatten, die beiden stattdessen aber volltrunken vorgefunden wurden, ließ Kaiser Zhong Kang sie töten (jiān, 殲).
Im alten China waren Sonnenfinsternisse insofern besonders wichtig, als sie religiös-mythisch gedeutet wurden: das Schmälerwerden der Sonnensichel wurde einem bösen Drachen zugeschrieben, der die Sonne verschlingen wollte und durch laute Trommeln, Musik und Geschrei zu vertreiben war. Der angeblich auf Faulheit beruhende Fehler hätte somit die Sonne fast das Leben gekostet.
Als Zeitpunkt der betreffenden Finsternis wurde der 13. Oktober 2128 v. Chr. oder der 22. Oktober 2137 v. Chr. berechnet.
Einer anderen Deutung nach ist Xihe der Name einer chinesischen Sonnengottheit, die ähnlich dem Helios der griechischen Mythologie das Sonnengefährt über den Himmel lenkt.